# Вишнёвое (Кобелякский район)
Вишнёвое (укр. Вишневе, до 2016 г. — Свердловское) — село, Бутенковский сельский совет, Кобелякский район, Полтавская область, Украина.
Код КОАТУУ — 5321880709. Население по переписи 2001 года составляло 385 человек.

## Географическое положение
Село Вишнёвое находится на левом берегу реки Кобелячка, выше по течению на расстоянии в 3 км расположено село Дрижина Гребля, ниже по течению на расстоянии в 3 км расположено село Колесниковка, на противоположном берегу — село Бутенки. Рядом проходят автомобильная дорога М-22 (E 577) и железная дорога, станция Платформа 197 км.

## Экономика
- Молочно-товарная ферма.

## Объекты социальной сферы
- Школа I ст.
- Клуб.

## Галерея

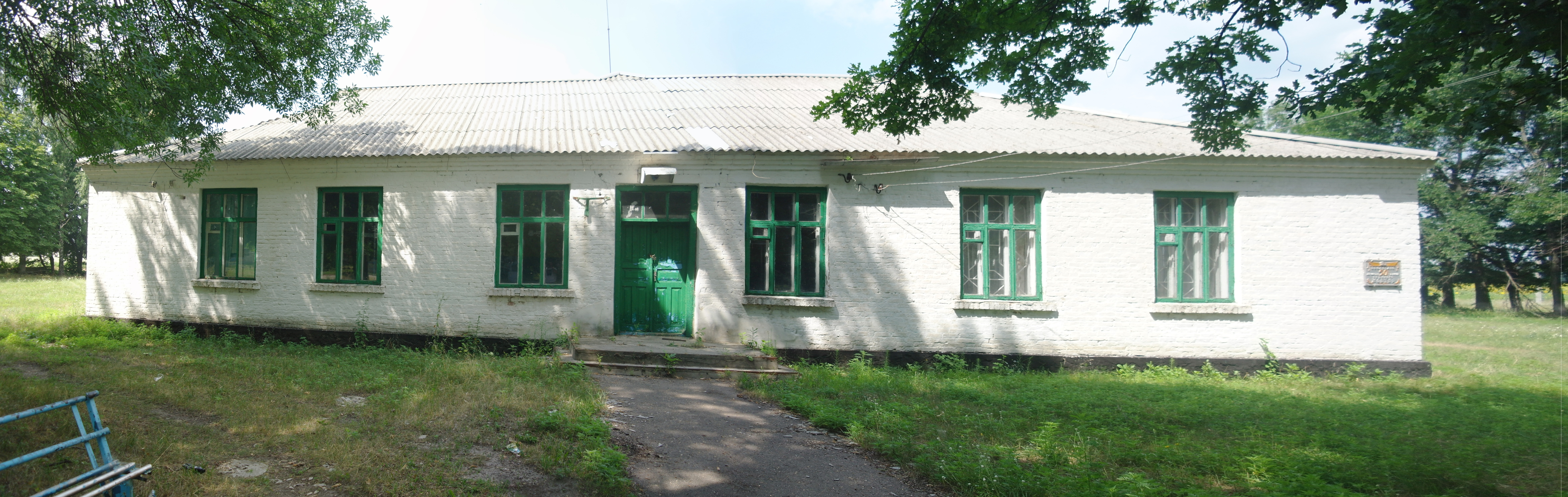
Дом культуры
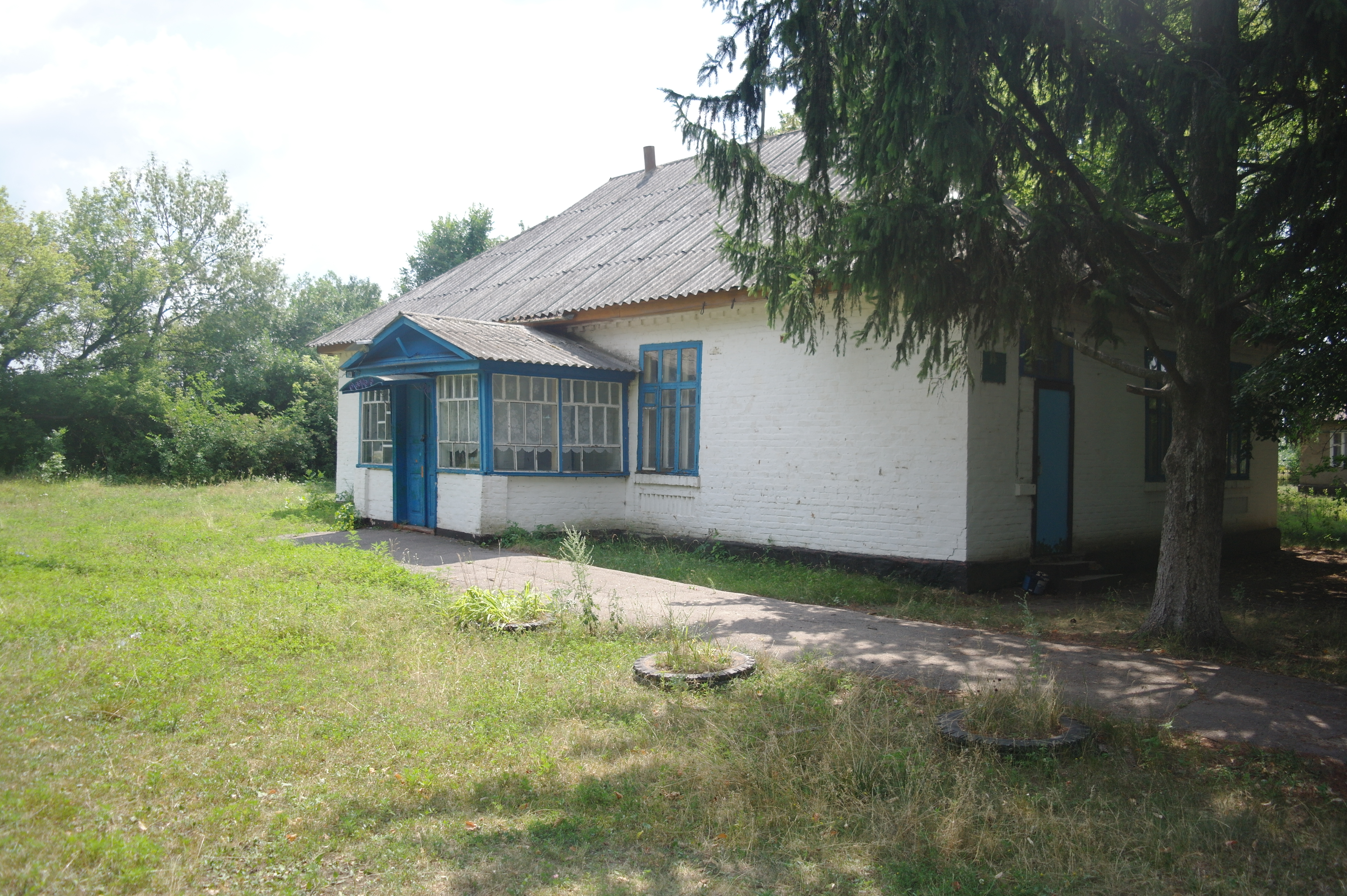
Школа
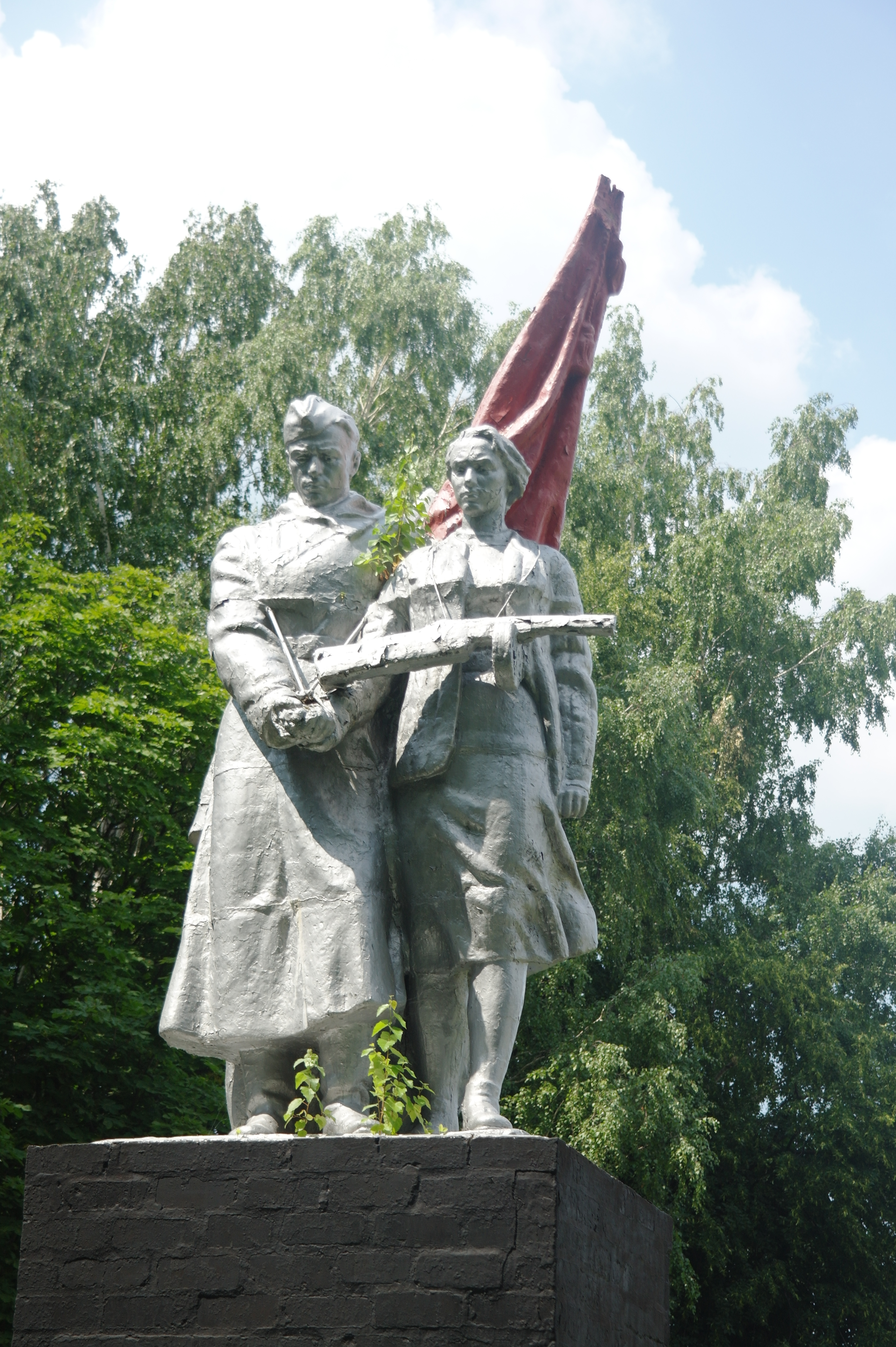
Памятник героям ВОВ
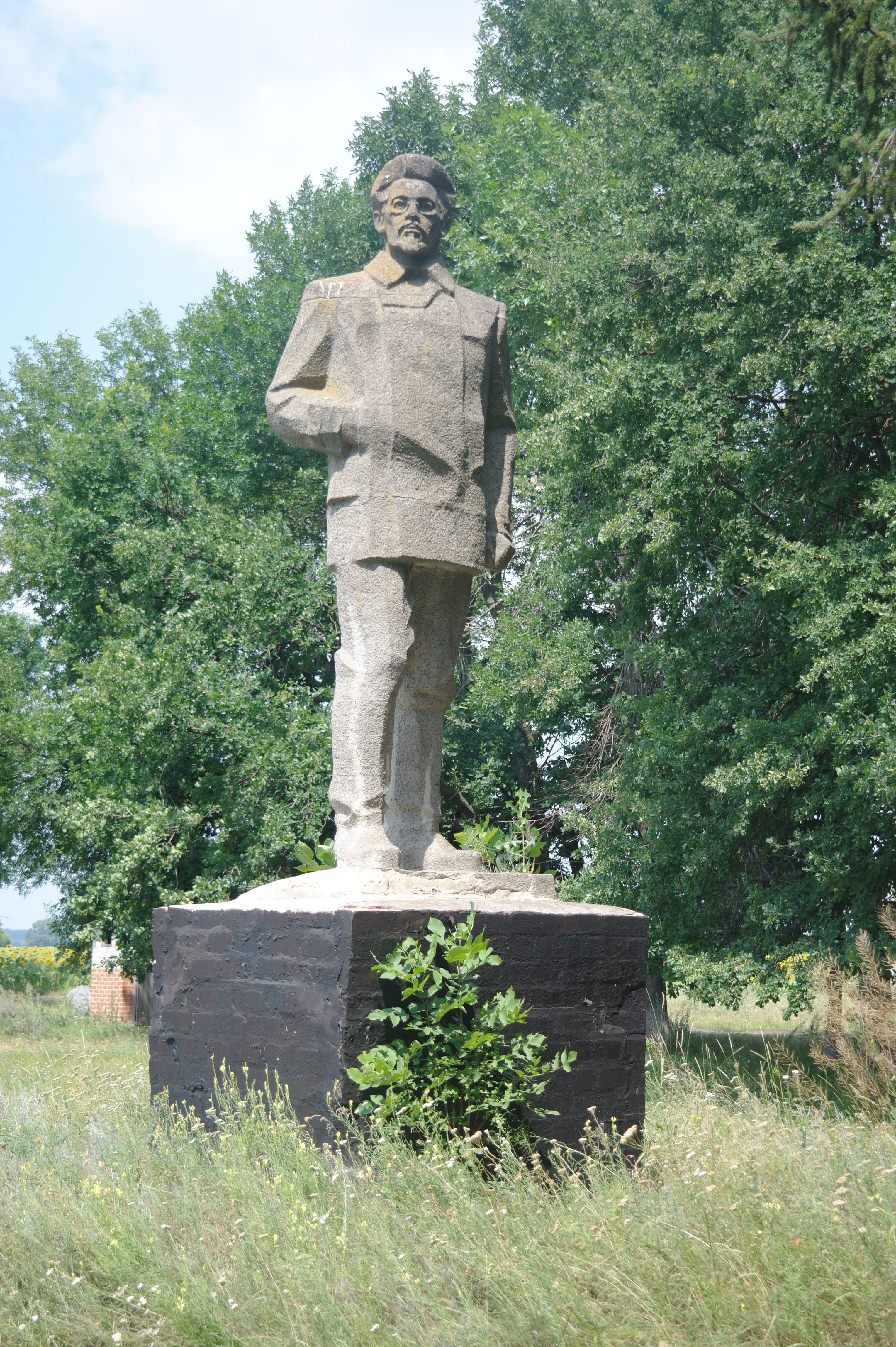
Памятник Якову Свердлову
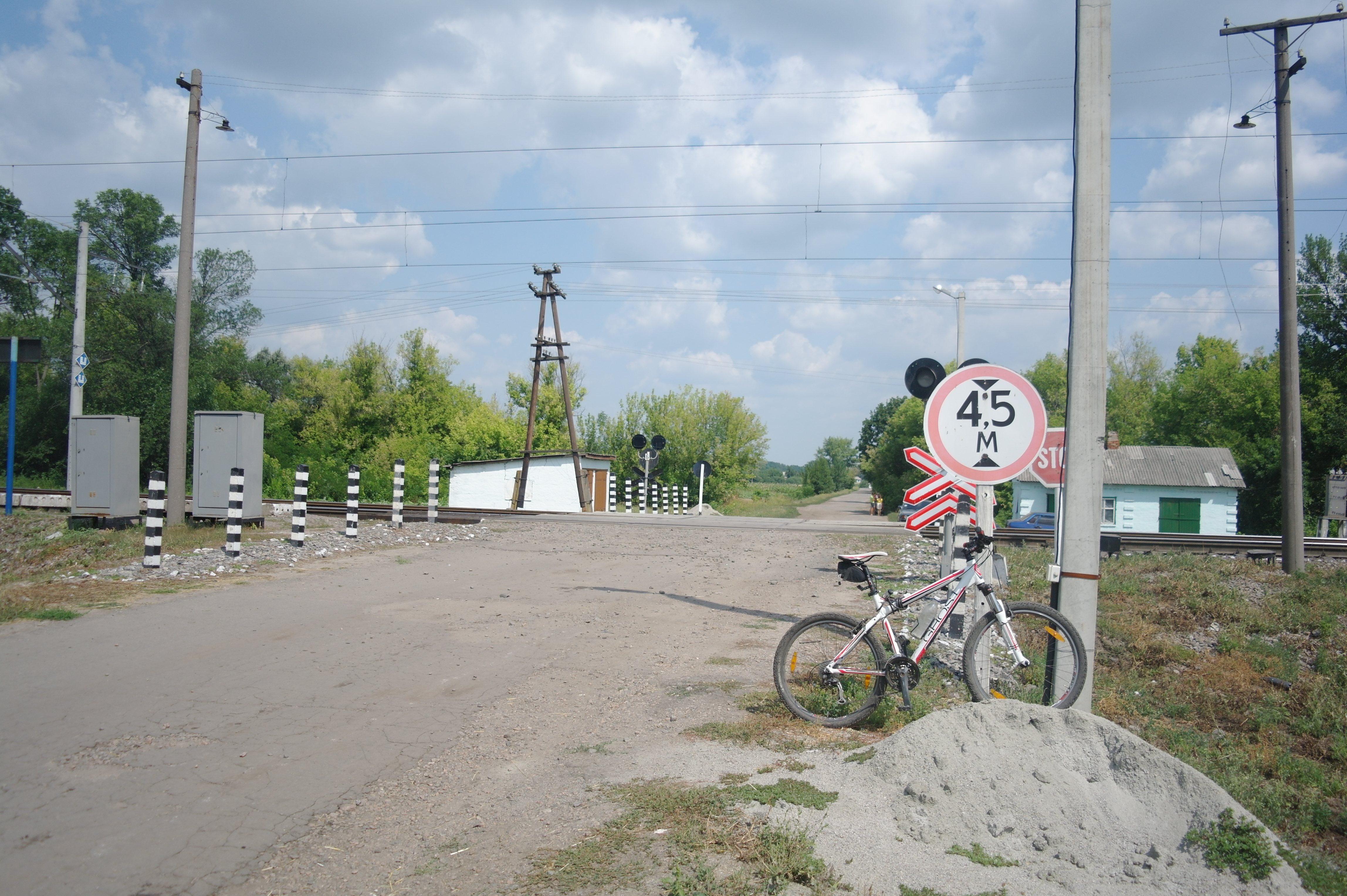
Железнодорожный переезд